# Oreské (Košice)
Oreské (in ungherese Ordasfalva) è un comune della Slovacchia facente parte del distretto di Michalovce, nella regione di Košice.